# Truwor

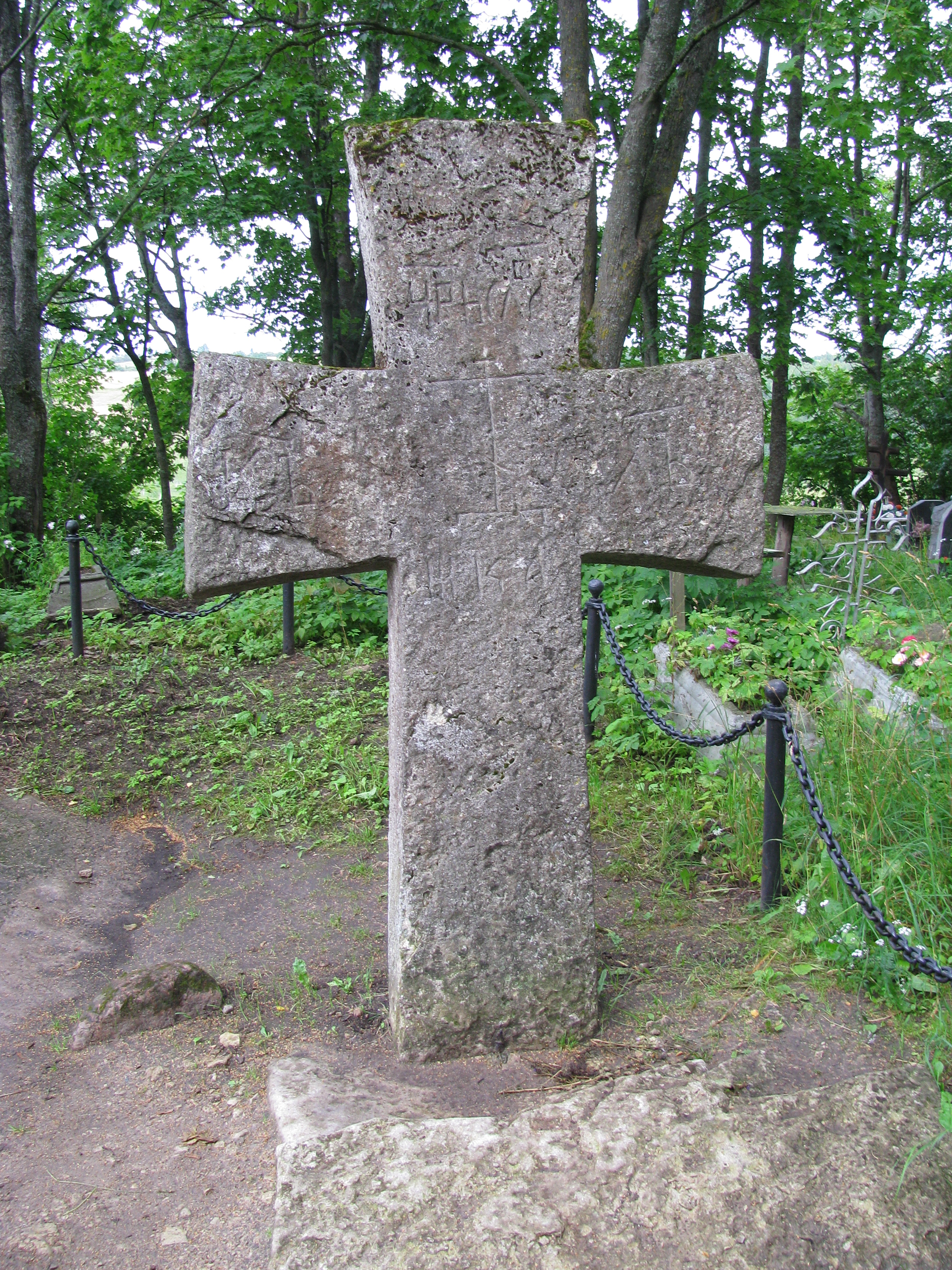
Truwor-Kreuz

Truwor (russisch Трувор) war ein warägischer Fürst von Isborsk (862–864).

## Leben

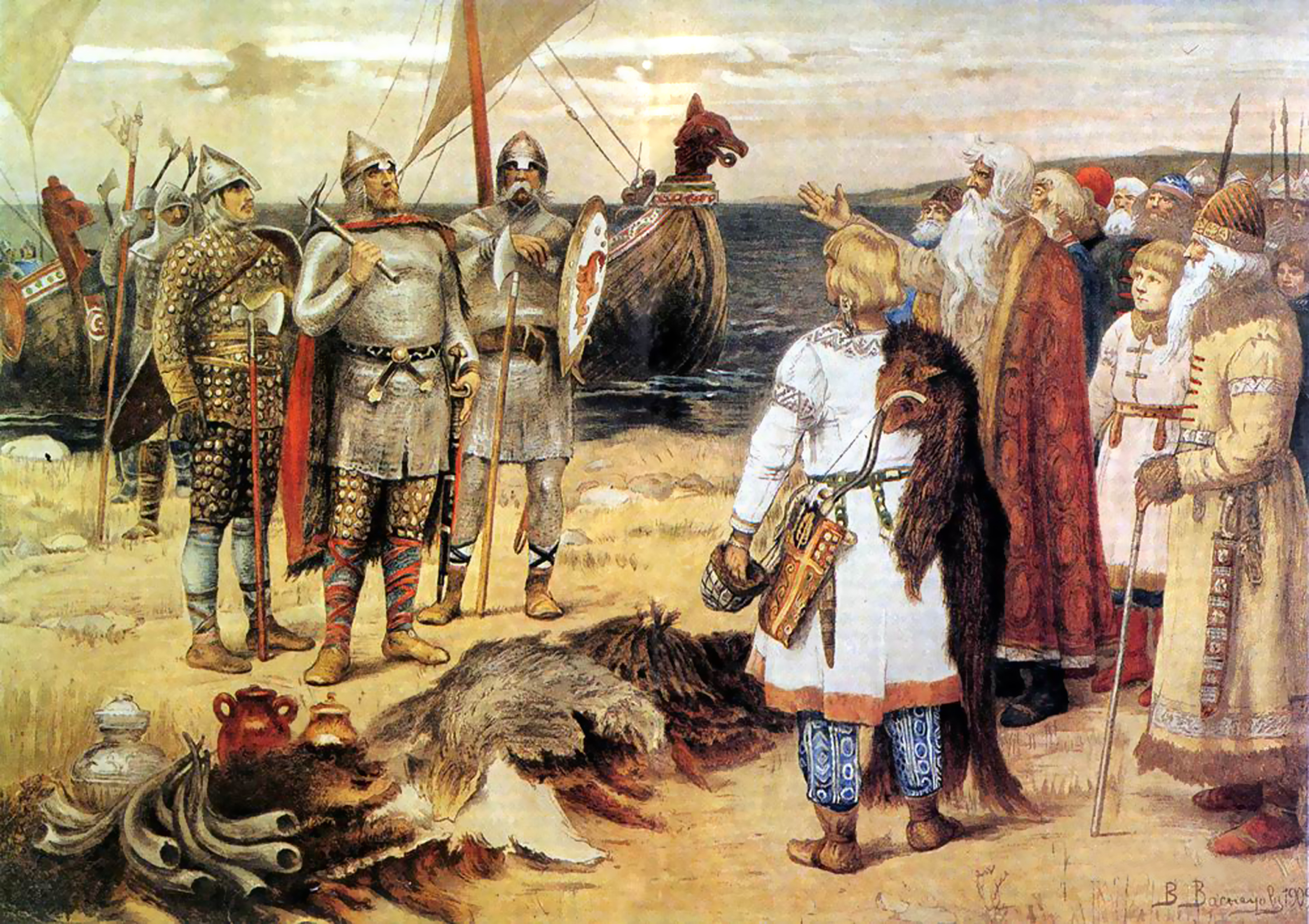
Rurik, Sineus und Truwor, Gemälde von Wiktor Wasnezow

862 riefen verschiedene Stämme skandinavische Waräger, über sie zu herrschen.
Rurik kam mit seinen Brüdern Sineus und Truwor.
Truwor herrschte über Isborsk.
Nach zwei Jahren starben Truwor und Sineus. Rurik herrschte nun alleine in der Rus. Isborsk gehörte nicht mehr dazu.

## Name
Der Name Truwor war wahrscheinlich eine altrussische Form des skandinavischen Namens Þórvar(ð)r (Thorvard).
Eine Herleitung von schwedisch thru varing = treue Gefolgschaft ist nicht möglich. Diese Formulierung gab es in dieser Bedeutung in altnordischen Texten nicht.  Der estnische Wissenschaftler Mihkel Kampmaa vermutete einen Balto-slawischen Ursprung des Namens (aus dem estnisch Truuvaar – treuer Partner).